# Hydraena croatica
Hydraena croatica är en skalbaggsart som beskrevs av August Ferdinand Kuwert 1888. Hydraena croatica ingår i släktet Hydraena och familjen vattenbrynsbaggar. Inga underarter finns listade i Catalogue of Life.